# ليز فريزر
ليز فريزر (بالإنجليزية: Liz Fraser)‏ واسمها إليزابيث جوان ونش (14 أغسطس 1930 - 6 سبتمبر 2018) هي ممثلة إنجليزية، وقد اشتهرت بأدوارها الكُوميدية باعتبارها «شقراء غبية» استفزازية في الأفلام البريطانية في الخمسينات والستينيات والسبعينيات من القرن العشرين.

## روابط خارجية
- ليز فريزر على موقع IMDb (الإنجليزية)
- ليز فريزر على موقع روتن توميتوز (الإنجليزية)
- ليز فريزر على موقع ألو سيني (الفرنسية)
- ليز فريزر على موقع ميوزك برينز (الإنجليزية)
- ليز فريزر على موقع قاعدة بيانات الفيلم (الإنجليزية)